# Самарский государственный аэрокосмический университет
О новом объединённом университете см. статью «Самарский национальный исследовательский университет имени академика С. П. Королёва»
Самарский государственный аэрокосмический университет им. С. П. Королёва (СГАУ) (бывш. Куйбышевский авиационный институт (КуАИ им. С. П. Королёва)) — высшее учебное заведение России, расположенное в Самаре. Основан в 1942 году для обеспечения военной промышленности авиационными конструкторами.
По состоянию на 2016 год преобразован в Самарский национальный исследовательский университет имени академика С. П. Королёва (сокращённо — «Самарский университет»). Преобразование осуществлялось путём соединения материальных и нематериальных активов прикладного СГАУ с фундаментальным СамГУ.

## Рейтинги
- СГАУ вошёл в число девяти российских вузов — лидеров, где уровень трудоустройства выпускников составляет 100 % (данные Минобрнауки РФ)[1].
- Международный рейтинг Webometrics — 30 позиция в РФ (июль 2015)[2].
- «Эксперт РА» — 27 место (2015 год)[3].
- QS UniversityRankings: BRICS — СГАУ находится на уровне 151—200 места (2015 год)[4].

## Ректоры
- с 2016 г. по настоящее время, профессор Богатырёв Владимир Дмитриевич;
- с 2010 г. по 2016 г., член-корреспондент РАН, д.т.н., профессор Евгений Владимирович Шахматов;
- c 1990 г. по 2010 г., член-корреспондент РАН, д.т.н., профессор Виктор Александрович Сойфер;
- с 1988 г. по 1990 г., действительный член РАН, д.т.н., профессор Владимир Павлович Шорин;
- с 1956 г. по 1988 г., д.т.н., профессор, Герой Социалистического Труда Виктор Павлович Лукачёв;
- с 1942 г. по 1956 г., к.т.н., доцент, директор института Фёдор Иванович Стебихов;
- с июля по ноябрь 1942 г., к.т.н., профессор, и. о. директора института Александр Миронович Сойфер.

## Структура

### Учебные институты и факультеты
| - Институт ракетно-космической техники - Институт двигателей и энергетических установок - Институт авиационной техники - Институт электроники и приборостроения - Институт дополнительного профессионального образования - Инженерно-технологический факультет - Факультет информатики - Факультет экономики и управления - Факультет заочного обучения - Факультет базовой подготовки и фундаментальных наук | - Механико-математический факультет - Физический факультет - Биологический факультет - Химический факультет - Филологический факультет - Исторический факультет - Социологический факультет - Факультет государственного управления - Психологический факультет - Юридический факультет |

### Музеи
- Музей авиации и космонавтики имени С. П. Королёва
- Музей истории КуАИ-СГАУ
- Центр истории авиационных двигателей

### Наблюдательный совет СГАУ
Наблюдательный совет является одним из органов управления университетом. В состав наблюдательного совета входят:
- Рогозин Дмитрий Олегович, заместитель председателя Правительства РФ;
- Меркушкин Николай Иванович, губернатор Самарской области;
- Алфёров Жорес Иванович, академик Российской академии наук, лауреат Нобелевской премии;
- Каблов Евгений Николаевич, генеральный директор ФГУП «Всероссийский научно-исследовательский институт авиационных материалов»;
- Кирилин Александр Николаевич, генеральный директор ОАО РКЦ «ЦСКБ-Прогресс» им. Д.И. Козлова;
- Комаров Игорь Анатольевич, генеральный директор ОАО «Объединённая ракетно-космическая корпорация»;
- Кроули Эдвард, ректор Сколковского института науки и технологий;
- Повалко Александр Борисович, заместитель министра образования и науки РФ;
- Погосян Михаил Асланович, ректор МАИ;
- Толстикова Екатерина Андреевна, заместитель министра образования и науки РФ;
- Иголкин Алексей Юрьевич, зампредседателя профкома сотрудников СГАУ.

## История
Куйбышевский авиационный институт (КуАИ) образовался в соответствии с приказом Всесоюзного комитета по делам высшей школы при СНК СССР для обеспечения военной промышленности авиационными конструкторами в 1942 году. Первые занятия в стенах нового института начались в октябре 1942 года. 

Куйбышев, КуАИ (1942 год)

В 1957 году в КуАИ началось активное освоение космической техники и подготовка квалифицированных специалистов в этом направлении. Сотрудники института принимали участие в развитии ракетостроения, в частности, в разработке ракет-носителей «Союз», «Молния» и «Восток», а также в подготовке космических программ на орбитальной станции «Мир». C 1956 года управление институтом перешло в руки Героя Социалистического Труда профессора В. П. Лукачёва, что помогло вузу выйти на общероссийский уровень. 22 февраля 1966 года в рамках постановления № 136 ЦК КПСС и Совета Министров СССР «Об увековечении памяти академика С. П. Королёва» КуАИ было присвоено имя С. П. Королёва, а уже в следующем году указом Президиума Верховного Совета СССР институт был награждён орденом Трудового Красного Знамени.
После ухода профессора В. П. Лукачёва в 1988 году новым ректором КуАИ стал будущий академик РАН Владимир Павлович Шорин, однако уже в 1990 году его сменил новый ректор СГАУ член-корреспондент РАН Виктор Александрович Сойфер. 25 января 1991 года город Куйбышев был переименован в Самару, как в своё историческое название, в связи с чем был переименован и сам институт. Он получил название Самарский авиационный институт, но уже 23 сентября 1992 года он получил статус университета и с тех пор носит своё нынешнее название.
В 2006 году СГАУ занял третье место во всероссийском конкурсе вузов, внедряющих инновационные образовательные программы, проводимом в рамках национального проекта «Образование», выставив на конкурс инновационную образовательную программу «Развитие центра компетенции и подготовка специалистов мирового уровня в области аэрокосмических и геоинформационных технологий».
В 2009 году СГАУ, наряду с другими первыми 11 (из 39 в 2010 г.) университетами РФ становится победителем конкурса национальных исследовательских университетов.
В июле 2013 года университет вошёл в число 15 победителей конкурса проекта повышения конкурентоспособности университетов 5-100, целью которого является попадание в Top 100 мирового рейтинга университетов.
В 2015 году в состав СГАУ вошёл Самарский государственный университет.
6 апреля 2016 г. приказом Министерства образования и науки Российской Федерации № 379 федеральное государственное автономное образовательное учреждение высшего образования «Самарский государственный аэрокосмический университет имени академика С. П. Королёва (национальный исследовательский университет)» переименовано в федеральное государственное автономное образовательное учреждение высшего образования «Самарский национальный исследовательский университет имени академика С. П. Королёва» (сокращённое название — «Самарский университет»). Переименованию подлежал и филиал СГАУ в Тольятти. Также Минобрнауки РФ утвердило изменения в устав университета, связанные с изменением названия вуза.

## Награды
- Почётная грамота Президиума Верховного совета Российской Федерации (7 сентября 1992 года) — за многолетнюю успешную работу по подготовке квалифицированных инженерных кадров и специалистов  высшей квалификации для авиационной промышленности и других отраслей народного хозяйства, большой вклад в развитие науки, разработку новых технологий и в связи с 50-летием со дня основания[10]